# Sven Räther
Sven Räther ist ein deutscher Punk-Bassist. Er ist vor allem bekannt als Gründungsmitglied von Slime. 

## Werdegang
Er besuchte das Gymnasium Heidberg im Hamburger Stadtteil Langenhorn, wo er auch das Abitur absolvierte. Dort kam er über Ton Steine Scherben mit politischer Musik in Berührung und wurde musikalisch durch die Ramones geprägt. Als die Punkwelle nach Deutschland schwappte gründete er zusammen mit seinen Schulfreunden  Michael „Elf“ Mayer und Peter „Ball“ Wodok 1979 Slime. Mit Slime nahm er drei Studioalben und ein Livealbum auf, bevor sich die Band 1984 auflöste. Mit Mayer sowie dem The-Buttocks-Schlagzeuger Stéphane Larsson, der 1983 Stephan Mahler bei Slime ersetzte, gründete er die kurzlebige Band Targets.
Räther ist verheiratet und hat einen Sohn.

## Diskografie

### Mit Slime
- siehe Slime (Band)#Diskografie

### Mit Targets
- siehe Targets#Diskografie

| Personendaten    | Personendaten          |
| ---------------- | ---------------------- |
| NAME             | Räther, Sven           |
| KURZBESCHREIBUNG | deutscher Punk-Bassist |
| GEBURTSDATUM     | 20. Jahrhundert        |